# MOVE (organisation)
Pour les articles homonymes, voir Move.
 (mars 2013).
Si vous disposez d'ouvrages ou d'articles de référence ou si vous connaissez des sites web de qualité traitant du thème abordé ici, merci de compléter l'article en donnant les références utiles à sa vérifiabilité et en les liant à la section « Notes et références ».
MOVE est une organisation écologiste anarchiste liée au mouvement Black Power fondée par John Africa (en) à Philadelphie en 1972. 

## Description
MOVE est un groupe politique lié au Black Power « non-violent, révolutionnaire, anti-système capitaliste, pour un retour à la nature. »
Les membres de MOVE étaient des végétaliens et des partisans passionnés du droit des animaux. Le groupe vécut en communauté et souvent participa à des manifestations publiques liées aux questions qu'ils jugeaient importantes. 
MOVE fut décrite par CNN comme « une organisation peu structurée essentiellement Noire, dont les membres ont tous adopté le nom de famille Africa, revendiquant un retour à la nature et critiquant la technologie ». 

## Historique
Depuis leur fondation en 1972, leurs actions ont attiré l'attention du département de police de Philadelphie. Un incident majeur se produisit en 1978, lorsque la police perquisitionna leur maison à Powelton Village. Ce raid entraîna la mort d'un policier et l'emprisonnement de neuf membres du groupe, désormais connus sous le nom des « neuf de MOVE ». Après cela, le groupe déménagea plus à l'ouest dans une maison au 6221 Osage Ave.
En 1985, la police lâcha une bombe sur leur maison d'un hélicoptère, pour tenter de mettre fin à un affrontement armé. L'explosion provoqua un incendie dans lequel onze personnes furent tuées, dont cinq enfants et le leader du groupe, John Africa. Seuls deux occupants survécurent, Ramona, un adulte et Birdie, un enfant. En outre, soixante-cinq maisons furent détruites et tout le bloc brûla.
Le 22 juin 2018, Debbie Africa, l'une des neuf personnes arrêtées en 1979 et « l’une des plus anciennes prisonnières politiques des États-Unis » put quitter sa prison. Samedi 25 mai 2019, Janine Phillips Africa et Janet Holloway Africa obtinrent une libération conditionnelle après 40 ans de détention. Le 18 janvier 2020, Delbert Orr Africa, un membre du groupe Move emprisonné depuis 42 ans, fut libéré de l’établissement correctionnel d’État de Pennsylvanie. Chuck Africa fut libéré le 7 février 2020  après 42 ans de détention. Deux membres de Move emprisonnés décédèrent durant leur détention : Merle et Phil Africa, décédés en 1998 et 2015.
Le 13 novembre 2020, 35 ans après les faits, le conseil municipal de Philadelphie officiellement présenta ses excuses pour la décision en 1985 de larguer une bombe sur le pâté de maisons occupé par le groupe séparatiste,.